# Hard Rain (álbum)
Hard Rain é o segundo álbum gravado ao vivo pelo cantor Bob Dylan, lançado a 13 de Setembro de 1976. 
O disco atingiu o nº 17 do Pop Albums.

## Faixas
Todas as faixas por Bob Dylan, exceto onde anotado
1. "Maggie's Farm" – 5:23
2. "One Too Many Mornings" – 3:47
3. "Stuck Inside of Mobile with the Memphis Blues Again" – 6:01
4. "Oh, Sister" (Dylan, Jacques Levy) – 5:08
5. "Lay Lady Lay" – 4:47
6. "Shelter from the Storm" – 5:29
7. "You're a Big Girl Now" – 7:01
8. "I Threw It All Away" – 3:18
9. "Idiot Wind" – 10:21

## Créditos
- Bob Dylan - Vocal, guitarra
- Mick Ronson - Guitarra
- T-Bone Burnett - Guitarra, piano
- Steven Soles - Guitarra, vocal de apoio
- David Mansfield - Guitarra
- Rob Stoner - Baixo, vocal de apoio
- Howard Wyeth - Bateria, piano
- Gary Burke - Bateria